# Kapela sv. Florijana u Bjelovaru
Kapela sv. Florijana kapelica je u Bjelovaru iz 1856. godine, koju je izgradila Ana Kocijan o vlastitome trošku. Unutar kapele nalazi se oltar sv. Florijana, zaštitnika vatrogasaca.
Nalazi se na Šetalištu dr. Ivše Lebovića u krugu bjelovarske gradske tržnice i stambene zgrade Blok sv. Florijan.
Zbog izgradnje podzemne garaže iza mliječnog dijela Gradske tržnice na Lebovićevom šetalištu, trebala se izmjestiti s postojeće lokacije na Trg hrvatskih branitelja. Zbog burnih reakcija javnosti i Gradskog vijeća odlučeno je, da će ostati na istom mjestu. U trajanju radova bit će uklonjena i potom vraćena na isto mjesto.